# Митрофанов, Феликс Петрович
Фе́ликс Петро́вич Митрофа́нов (22 июня 1935, Оренбург — 8 мая 2014, Апатиты) — советский и российский геолог. Доктор геолого-минералогических наук, профессор, академик РАН, главный научный сотрудник Геологического института Кольского научного центра РАН, советник РАН, Заслуженный геолог Российской Федерации (2011).
Ведущий специалист в области геологии древнейших формаций Земли. Занимался исследованиями Кольского полуострова и Фенноскандии.

## Биография
В 1957 году окончил геологический факультет Ленинградского государственного университета. В 1957—1985 годах работал в Ленинградском институте геологии и геохронологии докембрия АН СССР. Прошёл путь от старшего лаборанта-исследователя до заместителя директора по науке. В 1963 году защитил кандидатскую диссертацию, а в 1975 году — докторскую.
С 1986 по 2007 годы являлся директором Геологического института КНЦ РАН в городе Апатиты.
С 1996 года является профессором геологии. С 2007 года является советником РАН и профессором Мурманский государственного технического университета.
В 1990 году избран членом-корреспондентом АН СССР по направлению «геология, петрология». В 2000 году избран действительным членом РАН по направлению «геология, геофизика».
Похоронен в Москве на Троекуровском кладбище.

## Научные достижения
Академик Ф. П. Митрофанов теоретически обосновал, а затем в ходе широкомасштабных поисковых исследований подтвердил наличие в Федорово-Панском массиве руд металлов платиновой группы, сопоставимых с рудами Бушвельд в ЮАР.
Реализованные новые формы кооперации науки и практики позволили геологическому коллективу под научным руководством Ф. П. Митрофанова закончить геологоразведочные работы на двух крупных платинометальных месторождениях (Федорова тундра и Киевей), защитить их запасы в ГКЗ РФ и поставить в 2008 г. около 410 т платиновых металлов и золота на государственный баланс РФ. Им обосновано, что при дальнейшем проведении в Киевее геологоразведочных работ до глубины 500 м запасы платиновых металлов и золота могут быть увеличены в 6 раз.
Крупнейшим результатом работы Ф. П. Митрофанова и коллег является впервые выделенная и охарактеризованная в Европе как уникальная по масштабам Восточно-Скандинавская платиновая рудная провинция. Она занимает территорию более 200 тыс. км² на Кольском полуострове, в Карелии и восточной Финляндии.
Ф. П. Митрофановым и его сотрудниками на основании комплексных (геологических, минералогических, изотопных и др.) исследований удалось выявить геолого-петрологические и изотопные поисковые индикаторы, позволяющие надёжно определять металлогеническую характеристику — а следовательно, и перспективность — рудного массива, не проводя на ранних стадиях массовых дорогостоящих буровых работ и объёмного геохимического опробования. Созданную им новую поисковую основу активно использует ряд горнорудных предприятий.

## Награды
- Орден Почёта (2006 год);
- Орден Дружбы (1995 год);
- Медаль «За трудовое отличие» (1981 год);
- Государственная премия Российской Федерации за научное обоснование и открытие крупных месторождений платино-палладиевых руд на Кольском полуострове (2011 год)[3]
- Премия имени А. Д. Архангельского (1999 год)
- Премия имени С. С. Смирнова (2009 год)